# Rolan Milligan
Rolan Lenard Milligan (* 16. August 1994 in Lake Wales, Florida) ist ein US-amerikanischer American-Football- und Canadian-Football-Spieler. Er spielt auf der Position des Safeties bei den Saskatchewan Roughriders in der Canadian Football League (CFL). Zuvor stand er bei den Detroit Lions und Indianapolis Colts in der National Football League (NFL) unter Vertrag.

## Karriere
2013 besuchte Milligan das Reedley College, wo er 44 Tackles, drei Interceptions und zwei eroberte Fumbles erzielte. 2014 wechselte er an die University of Alabama at Birmingham (UAB), wo er 54 Tackles erzielte. Nachdem UAB bekannt gab, ihr Footballprogramm auszusetzen, wechselte er zu den Toledo Rockets von der University of Toledo. Hier erzielte er als Senior 48 Tackles, zwei Interceptions und drei erzwungene Fumbles.
Nachdem Milligan im NFL Draft nicht ausgewählt worden war, verpflichteten ihn am 30. April 2016 die Dallas Cowboys. Während der Training Camps wurde er wieder entlassen.
Milligan wurde am 9. Februar 2017 von den Detroit Lions verpflichtet. Am 2. September 2017 wurde er im Rahmen der finalen Kaderverkleinerung entlassen. Bereits einen Tag später wurde er jedoch für den Practice Squad wiederverpflichtet. Am 27. November 2017 wurde er in den aktiven Kader berufen, nach zwei Wochen aber wieder entlassen. Am 1. Januar 2018 wurde Milligan wiederverpflichtet. Am 1. September 2018 wurde er wie im Vorjahr im Rahmen der finalen Kaderverkleinerung entlassen. Am Folgetag verpflichteten die Lions Milligan erneut für den Practice Squad. Drei Tage später wurde er von diesem wieder entlassen. Am 3. Oktober 2018 wurde Milligan erneut für den Practice Squad verpflichtet. Am 6. Oktober 2018 wurde er entlassen.
Am 23. Oktober 2018 verpflichteten die Indianapolis Colts Milligan für ihren Practice Squad. Am 22. Dezember 2018 wurde er in den aktiven Kader befördert. Am 28. Dezember 2018 wurde er entlassen. Am 31. Dezember 2018 verpflichteten die Colts Milligan erneut für den Practice Squad. Am 9. Januar 2019 wurde er für das Divisional Play-off-Spiel der Colts in den aktiven Kader berufen. Nachdem er zur Saison 2019 anfangs den Sprung in den 53-Mann-Kader geschafft hatte, wurde er zwei Tage nach der Verkleinerung dennoch entlassen. Im Anschluss verpflichteten die Colts Milligan jedoch für ihren Practice Squad. Am 11. September 2019 wurde er in den aktiven Kader berufen. Milligan spielte daraufhin in elf Spielen, davon ein Start, wobei er zehn Tackles erzielte. Am 18. Dezember 2019 wurde er vor dem 16. Spieltag auf der Injured Reserve List platziert. Ende März 2020 unterschrieb er einen neuen Vertrag bei den Colts. Vor Saisonbeginn nahm Milligan die Möglichkeit des Opt-Outs aufgrund der COVID-19-Pandemie war. Anfang August 2021 wurde Milligan entlassen.
Ende Oktober 2021 verpflichteten die Saskatchewan Roughriders aus der Canadian Football League (CFL) Milligan. Er kam in einem Spiel zum Einsatz. Zur Saison 2022 wurde Milligan zum Starter und konnte 71 Tackles sowie eine Interception erzielen. In der Saison 2023 konnte er in den ersten vier Spielen 2 Interceptions und 17 Tackles erzielen, ehe er verletzungsbedingt auf der Injured Reserve List platziert wurde.
In der Saison 2024 konnte er acht Interceptions, 71 Tackles in der Defense und 20 weitere in den Special Teams. Für seine Leistungen wurde er ins All-CFL-Team gewählt und wurde zum Most Outstanding Defensive Player gekürt.